# Britney Spears: Live and More!
A Britney Spears: Live and More! Britney Spears amerikai énekesnő második videókiadványa. 2000-ben került felvételre, a Crazy 2K Tour turné Hawaii-i állomásán. Még abban az évben ki is adták, november 21-én VHS formátumban. 2001. február 13-án pedig DVD változatban jelent meg, Spears debütáló, Time Out with Britney Spears című videókiadványával.
Az egész videó három főbb részre tagolódik: Britney fellép a turnéval, különböző programokban vesz részt az országban és a Saturday Night Live, ahol különböző színészi szerepekben vesz részt az énekesnő. Világszerte sikeresnek bizonyult a kiadás, az Egyesült Államokban 300 000, Franciaországban 20 000, míg összesen félmillió példányt adtak el belőle.

## Szolgáltatások

### Technikai
- Elérhető feliratok: Angol, német, francia, spanyol
- Elérhető hangok: Angol, Angol (Dolby Digital 5.1)
- Játszd le a teljes tartalmat, vagy férj hozzá az egyes szegmensekhez.

### Tartalomjegyzék
- Music Videos (Zenei videók)

1. Lucky (4 perc, 10 másodperc)
2. Oops!… I Did It Again (4 perc, 12 másodperc)
3. Stronger (3 perc, 37 másodperc)

- Britney on Saturday Night Live (Britney a Saturday Night Live-ben)

1. Woodrow the Homeless Man (Woodrow, a Hajléktalan Ember)
2. Britney judges dancer tryouts (Britney bírálja a táncosok próbálkozásait)
3. Morning Latte (Reggeli Kávé)
4. Oops!… I Did It Again
5. Don’t Let Me Be the Last to Know

- Britney Live From Waikiki Beach, Hawaii (Britney élőben a Waikiki Beach-en, Hawaii-on)

1. (You Drive Me) Crazy
2. Sometimes
3. From the Bottom of My Broken Heart
4. Born to Make You Happy
5. Oops!… I Did It Again
6. Don't Let Me Be the Last to Know
7. The Beat Goes On
8. …Baby One More Time

- Fotógaléria
- Web linkek

Megjegyzés:
- Az I Will Be There című dal is része volt a koncertnek, de ismeretlen okokból nem került fel se a VHS, se a DVD formátumú változatra.

## Helyezések és minősítések
| Videólista (2001) | Legjobb helyezés |
| ----------------- | ---------------- |
| Japán videólista  | 45               |

| Ország/Régió     | Minősítés          | Eladás   |
| ---------------- | ------------------ | -------- |
| Egyesült Államok | 3×-os platinalemez | 300 000+ |
| Franciaország    | Platinalemez       | 20 000+  |

## Fordítás
- Ez a szócikk részben vagy egészben  a   Britney Spears: Live and More! című angol Wikipédia-szócikk fordításán alapul.  Az eredeti cikk szerkesztőit annak laptörténete sorolja fel. Ez a jelzés csupán a megfogalmazás eredetét és a szerzői jogokat jelzi, nem szolgál a cikkben szereplő információk forrásmegjelöléseként.